# 蘇尚瀛
蘇尚瀛（So Sheung Ying，1992年6月29日—），生於香港，香港籃球運動員，司職得分後衛，曾效力香港甲一籃球聯賽球隊漢友。

## 籃球生涯
蘇尚瀛生於香港，中學就讀體育名校拔萃男書院，其後升讀香港理工大學，同年8月15日，他成為Red Bull King of the Rock的港澳區冠軍，並代表香港出戰土耳其參與全球總決賽，可惜他在首圈出局。
在2016年球季，蘇尚瀛跟隨安慶健教練轉會福建，在2017年5月16日對南青的聯賽，錄得全場最高21分外，還於賽事尾段單手入樽，協助福建以77–59勝出，
在2017年9月，蘇尚瀛向市場營銷公司請辭，兼推掉所有模特兒兼職工作，加盟香港史上首支職業籃球隊東方，並隨隊參與東南亞職業籃球聯賽到不同國家比賽。12月18日，作客台灣寶島夢想家的聯賽，首度為東方登場，結果以120–97勝出兼打破ABL史上單場最高得分紀錄。

## 國際賽生涯
在2014年11月，蘇尚瀛代表香港籃球代表隊出戰亞洲大學男子籃球錦標賽，更歷史性為香港贏得季軍。2015年12月，蘇尚瀛獲香港代表隊徵召出戰第一屆粵港盃籃球賽，並協助香港累兩回合計以6分之差，力壓廣東奪首屆冠軍。

## 球場以外
蘇尚瀛為Topone Sports旗下模特兒經常兼任廣告模特兒和MV男主角等身份不乏出鏡機會，而他憑俊朗外表獲得不少幕前工作機會曾參與拍攝KFC電視廣告、工商銀行平面廣告、陳慧敏《始終》和《完場曲》MV男主角等更在2015年出演歌手吳業坤《原來他不夠愛我》的MV讓人留下印像，其後他加入由歌手吳業坤和胡鴻鈞等組成的明星籃球隊VR1以球隊名義參與慈善活動。當蘇尚瀛加盟東方當全職籃球員後他會在不影響訓練及比賽情況下才會有限度參與模特兒工作。

## 外部連結
- 香港籃球總會網頁（页面存档备份，存于）
- ABL官網球員註冊資料